# Cameron Henderson

a Compétitions nationales et continentales officielles uniquement.

b Matchs officiels uniquement.
Dernière mise à jour le 21 octobre 2023.
Cameron Henderson, né le 13 janvier 2000 à Hong Kong, est un joueur international écossais de rugby à XV qui joue au poste de deuxième ligne aux Leicester Tigers.

## Biographie

### Jeunesse et formation
Cameron Henderson naît le 13 janvier 2000 à Hong Kong d'un père écossais qui travaillait alors sur place. Il y commence le rugby au Fort de Stanley, puis joue avec le Hong Kong Football Club dès l'âge de cinq ans. 
À l'âge de 13 ans, il quitte son lieu de naissance pour aller vivre en Écosse. Il joue alors pour la Strathallan School (en), à Perthshire de 2013 à 2018, où il remporte notamment la Scottish Schools Cup (en), aux côtés d'Ollie Smith et de Murphy Walker, en battant le Glenalmond College en finale, en décembre 2017.
Durant l'été 2017, il joue avec les moins de 18 ans des Leicester Tigers. L'année suivante, en 2018, il rejoint le centre de formation des Glasgow Warriors, puis rejoint dans la foulée le Stirling County RFC où il reste jusqu'en 2020, année de la signature de son premier contrat professionnel avec Leicester,.

### Carrière en club
Cameron Henderson fait ses débuts professionnels avec les Tigers le 22 août 2020, à l'occasion de la quinzième journée de Premiership de la saison 2019-2020 contre Bath. Il entre en cours de jeu à la place de Tomás Lavanini mais les siens sont battus 16-38. Pour le deuxième match de sa carrière une semaine plus tard, il inscrit son premier essai dans une défaite 46 à 30 contre Gloucester. Pour sa première saison, il joue cinq matchs et marque deux essais.
La saison suivante, en 2020-2021, son équipe atteint la finale du Challenge européen et affronte Montpellier. Pour cette rencontre, Henderson entre en jeu à trois minutes de la fin de la rencontre, mais Leicester est vaincu 17-18,.
Durant la saison 2021-2022, il se blesse gravement dès la cinquième journée de championnat, stoppant sa progression au haut niveau. Il est victime d'une rupture du ligament croisé antérieur et d'une déchirure complète du ménisque latéral. Cette blessure l'éloigne des terrains pendant plus de sept mois, et Henderson fait son retour pour l'avant dernière journée de championnat. Durant la suite de la saison, son club se qualifie jusqu'en finale du championnat où il affronte et bat les Saracens 15 à 12. Henderson ne participe cependant pas à cette rencontre.
En début de saison 2022-2023, il est prêté à Nottingham, en Championship, où il ne joue qu'une seule rencontre, face aux Cornish Pirates, avant de faire son retour dans son club.

### Carrière internationale
Cameron Henderson joue dans un premier temps avec l'équipe d'Écosse des moins de 18 ans en 2018, puis les moins de 20 ans écossais entre 2019 et 2020 avec qui il participe aux Tournois des Six Nations des moins de 20 ans ces deux années et au championnat du monde junior en 2019, où il se révèle.
En juin 2021, il est appelé pour la première fois en équipe d'Écosse par Gregor Townsend, afin de participer à la tournée d'été. Il ne joue cependant aucun match. Un an et demi plus tard, en janvier 2023, il est de nouveau sélectionné en équipe nationale, afin de participer au Tournoi des Six Nations 2023. Il est alors l'un des trois joueurs convoqués n'ayant aucune cape, avec Stafford McDowall et Ruaridh McConnochie. Il ne fait cependant pas ses débuts internationaux durant cette compétition. Quelques mois plus tard, il est de nouveau appelé avec le XV du Chardon pour les matchs de préparation à la Coupe du monde 2023,. Il joue pour la première fois pour son pays le 29 juillet 2023 face à l'Italie, lorsqu'il entre en jeu à la 63e minute à la place de Scott Cummings. Les Écossais l'emportent 25 à 13. Il n'est toutefois pas retenu dans le groupe final participant au Mondial.

## Statistiques

### En club
| Saison    | Club             | Championnat | Championnat | Championnat | Coupe d'Europe     | Coupe d'Europe | Coupe d'Europe |
| Saison    | Club             | Compétition | M           | Ess.        | Compétition        | M              | Ess.           |
| --------- | ---------------- | ----------- | ----------- | ----------- | ------------------ | -------------- | -------------- |
| 2019-2020 | Leicester Tigers | Premiership | 5           | 2           | Challenge européen | -              | -              |
| 2020-2021 | Leicester Tigers | Premiership | 8           | 2           | Challenge européen | 4              | -              |
| 2021-2022 | Leicester Tigers | Premiership | 3           | -           | Coupe d'Europe     | -              | -              |
| 2022-2023 | Leicester Tigers | Premiership | 11          | 1           | Champions Cup      | 4              | -              |
| 2023-2024 | Leicester Tigers | Premiership | 2           | -           | Champions Cup      |                |                |
| Total     | Total            | Total       | 29          | 5           | Coupes d'Europe    | 8              | 0              |

### Internationales
Au 21 octobre 2023, Cameron Henderson compte une seule sélection en équipe d'Écosse et n'a pas marqué de points.
| Année | Compétition | Matchs | Points | Essais |
| ----- | ----------- | ------ | ------ | ------ |
| 2023  | Test matchs | 1      | -      | -      |
| Total | Total       | 1      | 0      | 0      |

## Palmarès
- Leicester Tigers
  - Finaliste du Challenge européen en 2021.
  - Vainqueur du Championnat d'Angleterre en 2022.
  - Finaliste du Championnat d'Angleterre en 2025.